# Рофрано, Николас
Никола́с Рофра́но (исп. Nicolás Rofrano; даты рождения и смерти неизвестны) — аргентинский футболист, левый нападающий.

## Карьера
Николас Рофрано начал карьеру в клубе «Ривер Плейт» в 1915 году, и там он выступал на протяжении 7 лет. Затем форвард на год перешёл в клуб «Альвеар», куда попал из-за лишнего веса. А потом вернулся в «Ривер», где и завершил карьеру. В 1920 году Рофрано стал чемпионом страны, также в том же сезоне он стал лучшим бомбардиром команды с 12 голами. Всего за клуб футболист забил 49 голов.
В составе сборной Аргентины Рофрано дебютировал 15 августа 1917 года в матче с Уругваем на Кубок Липтона; встреча завершилась победой Аргентины 1:0. Всего за национальную команды Николас провёл 6 встреч и был участником двух чемпионатов Южной Америки.

## Статистика выступлений
| Сезон | Клуб        | Лига    | Чемпионат | Чемпионат | Кубок Конкуренции клуба Жокеев | Кубок Конкуренции клуба Жокеев | Копа де Онор | Копа де Онор | Всего | Всего |
| Сезон | Клуб        | Лига    | Игры      | Голы      | Игры                           | Голы                           | Игры         | Голы         | Игры  | Голы  |
| ----- | ----------- | ------- | --------- | --------- | ------------------------------ | ------------------------------ | ------------ | ------------ | ----- | ----- |
| 1915  | Ривер Плейт | Примера | ?         | 7         | ?                              | 0                              | ?            | 0            | ?     | 7     |
| 1916  | Ривер Плейт | Примера | ?         | 6         | ?                              | 1                              | ?            | 0            | ?     | 7     |
| 1917  | Ривер Плейт | Примера | ?         | 3         | ?                              | ?                              | ?            | 1            | ?     | ?     |
| 1918  | Ривер Плейт | Примера | ?         | 5         | ?                              | ?                              | ?            | ?            | ?     | ?     |
| 1919  | Ривер Плейт | Примера | ?         | 2         | ?                              | ?                              | —            | —            | ?     | ?     |
| 1920  | Ривер Плейт | Примера | ?         | 12        | —                              | —                              | —            | 0            | ?     | ?     |
| 1921  | Ривер Плейт | Примера | ?         | 1         | —                              | —                              | —            | —            | ?     | 1     |
| 1922  | Ривер Плейт | Примера | ?         | 0         | —                              | —                              | —            | —            | ?     | 0     |
| 1923  | Ривер Плейт | Примера | ?         | 0         | —                              | —                              | —            | —            | ?     | 0     |
| 1924  | Ривер Плейт | Примера | ?         | 0         | —                              | —                              | —            | —            | ?     | 0     |
| 1925  | Ривер Плейт | Примера | ?         | 1         | —                              | —                              | —            | —            | ?     | 1     |

## Достижения
- Чемпион Аргентины: 1920 (AAmF)